# Боше, Мари
Мари Боше (фр. Marie Bochet, родилась 2 февраля 1994 года в Шамбери) — французская горнолыжница (соревнуется в «стоячей» категории), восьмикратная чемпионка Паралимпийских игр 2014 и 2018 годов, абсолютная чемпионка мира по горнолыжному спорту 2013 и 2015 годов. Член комиссии спортсменов Международного Паралимпийского комитета с 2018 года.

## Биография
Родители — Ивон и Франсуаза — занимаются производством сыра. Родилась с недоразвитой левой рукой. Лыжным спортом занимается с пяти лет.
На чемпионате мира 2011 года стала всего лишь второй лыжницей, которая завершила дистанцию по скоростному спуску и супергиганту. В 2012 году заняла 2-е место в Кубке мира в супергиганте и гигантском слаломе. На чемпионате мира 2013 года выиграла золотые медали во всех пяти дисциплинах: скоростной спуск, супергигант, гигантский слалом, слалом и суперкомбинация. В 2014 году выиграла золотые медали Паралимпиады в Сочи в скоростном спуске, супергиганте, суперкомбинации и гигантском слаломе, а в 2018 году выиграла снова четыре золотые медали (по сравнению с 2014 годом вместо суперкомбинации в активе Мари оказался слалом). Повторила свой успех чемпионатов мира в 2015 году, в 2017 году стала серебряным призёром уже в гигантском слаломе и слаломе. На Паралимпиаде в Пхенчхане была знаменосцем сборной Франции.
Мари занимается благотворительной деятельностью: в 2014 году основала ассоциацию «Pour que Lana gravisse sa montagne» в помощь девочке по имени Лана, страдающей церебральным параличом и синдромом Уэста. Кавалер ордена Почётного легиона (2014), лауреат премии Laureus лучшему спортсмену-паралимпийцу 2014 года.